# Nuôi hươu nai
Nuôi hươu nai và việc chăn nuôi các loài hươu, nai như một loại gia súc để lấy các sản phẩm từ chúng như thịt nai, sừng hươu đặc biệt là nhung hươu, pín hươu, tiết hươu hay da hươu, đây là những mặt hàng có giá trị trên thị trường. Hươu, nai vốn là động vật hoang dã, có sức đề kháng cao, vì vậy rất dễ chăm sóc, nuôi dưỡng. Nhu cầu nhung hươu, nai trên thị trường là rất lớn, thịt nai đang được bán với giá rất cao Trong đó, tuổi thọ của hươu sao khoảng 30 năm và sinh lợi khoảng 20-25 năm. Con cái mỗi năm đẻ một lứa, thông thường mỗi lứa đẻ một con, con đực mỗi năm cắt được một hoặc hai cặp nhung.

## Tình hình chung
Nuôi hươu nai được phổ biến ở một số nước trên thế giới, New Zealand là nhà cung cấp lớn nhất về thịt nai nuôi, tính đến năm 2006, New Zealand đã có khoảng 3.500 trang trại hươu, nai, với trữ lượng ước tính 1,7 triệu hươu. Người Evenkya là một dân tộc sống dựa vào việc chăn nuôi hươu nai. Ở Việt Nam, nuôi hươu nai được coi là một mô hình kinh tế khá hiệu quả, giúp nhiều hộ dân xóa đói, giảm nghèo, đặc biệt là việc nuôi hươu sao để lấy lộc, nhung nai tuy bị coi kém phẩm chất hơn nhung hươu sao, nhưng có trọng lượng lớn hơn. Nhung hươu, nai cũng đã trở thành mặt hàng xuất khẩu đem lại giá trị kinh tế cao

### New Zealand
New Zeland là quốc gia có sản lượng đàn hươu lớn nhất và nhung hươu New Zealand rất phổ biến và được ưa chuộng tại các nước châu Á. Hươu New Zeland khá đa dạng về giống loài như Hươu Rusa (Cervus timorensis russa), Hươu đỏ (Cervus elaphus), Hươu nai sừng tấm – Wapiti (Cervus canadensis), Nai (Cervus unicolor), Hươu Sika, Hươu hoang và một số loài hươu khác. Hình thức nuôi hươu ở New Zeland đã đạt đến quy mô công nghiệp. Các trang trại hươu New Zeland có diện tích rất rộng, trải dài, thức ăn cho hươu được gieo trồng khắp nơi tạo ra môi trường chăn thả hoàn toàn tự nhiên, hầu như không thấy hàng rào bao quanh như một số nơi, hươu có thể sống thoải mái như trong điều kiện tự nhiên. Hươu nuôi tại New Zealand ít bị stress, mệt mỏi hoặc ức chế, cho chất lượng thịt và nhung tốt nhất thế giới. Chất lượng và độ an toàn của nhung hươu Newzealand đã được thế giới công nhận.

### Nga
Việc nuôi hươu tại Nga tập trung tại vùng Siberia. Nhung hươu và sừng của con hươu Maral ở vùng Altai Sibiri thuộc Liên Bang Nga đã được các nhà khoa học Xô Viết từng so sánh với nhung hươu ở các nơi khác về chất lượng, các acidamin, nguyên tố vi lượng... thì thấy chất lượng nơi đay có nhiều nổi trội. Cũng chính nơi các nhà khoa học Liên Xô tìm ra tinh chất nhung hươu Pantocrin. ở khu vực này tồn tại và phát triển hai loại hươu chính: Hươu Maral và hươu sao, những năm gần đây các chuyên gia đưa giống hươu sao vào nuôi theo phương thức bán hoang dã giống như giống hươu Maral.
Hươu ở Sibiri được chăn thả trong các trang trại rộng lớn hàng hecta, điều kiện sống của chúng gần như hoang dã. Thức ăn của chúng chủ yếu là cỏ, nấm và thảo dược nên nhung của chúng rất tốt. Nhung hươu của Nga được khai thác theo tiêu chuẩn của Nga, thời gian khai thác đại trà là 40-45 ngày tính từ ngày sừng bắt đầu nhú, chiều dài của nhung hươu khoảng 30 – 50 cm và phân ba nhánh, nếu khai thác sớm (ngắn) thì trong nhung hươu các chất gây béo sẽ chiếm đa phần.
Các cá thể hươu được lựa chọn kỹ càng từ những bố mẹ có thể trạng tốt và chúng được treo số trên tai để tiện khi chăm sóc, theo dõi. Chúng được sống trong các khu vực rộng lớn giáp bìa rừng- núi Altai, sống trong môi trường gần như tự nhiên nên hươu vẫn sống như bản năng vốn có của nó. Thức ăn của hươu rất phong phú bao gồm các loại cỏ thơm, lá cây, thảo dược, nấm... Mùa hè dùng máy cắt cỏ với số lượng lớn và phơi tái để tích trữ đến mùa đông làm thức ăn cho hươu. Nước uống của hươu là nước mưa, nước sông hồ là chủ yếu.

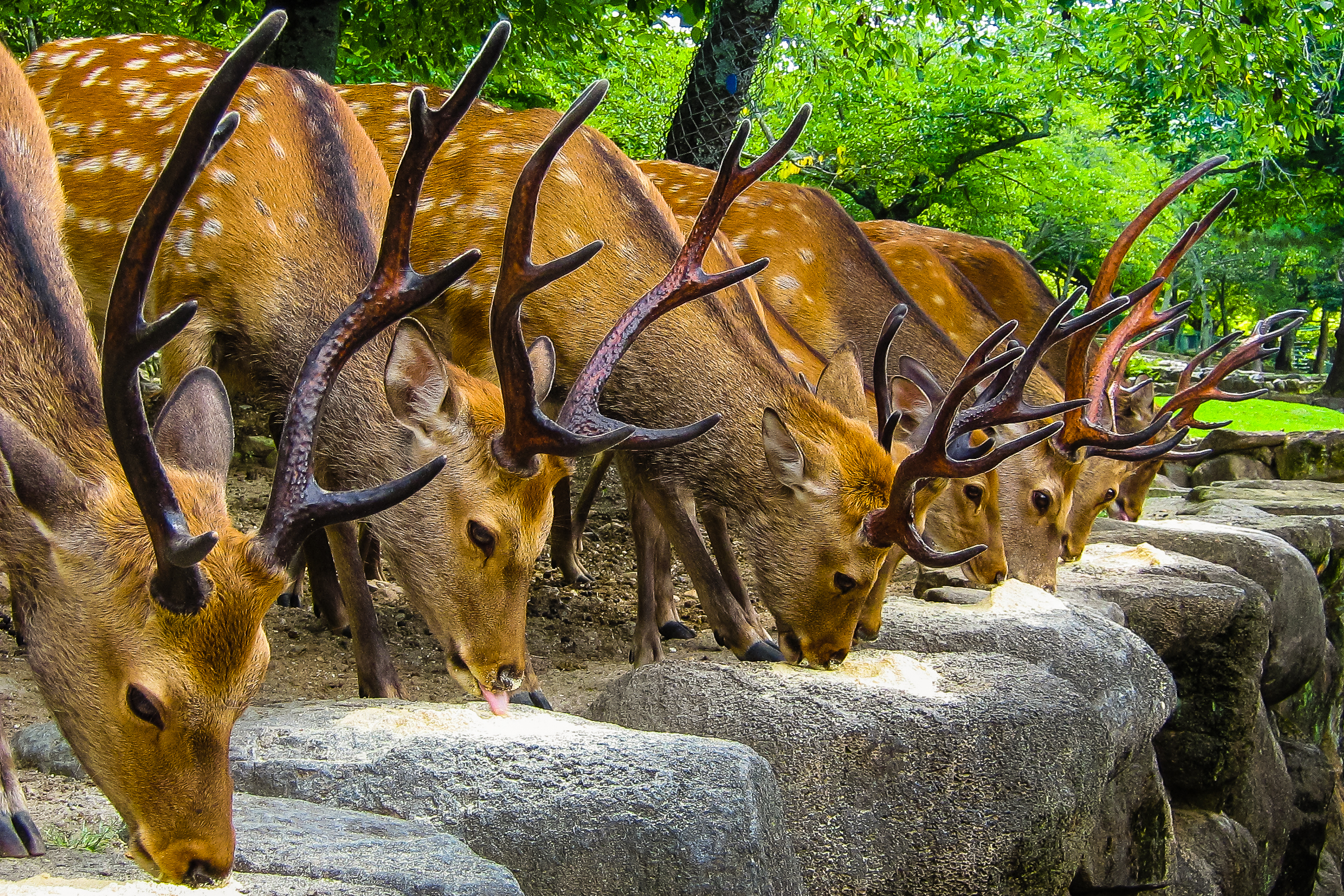

Trong quá trình nuôi hươu không dùng bất kỳ các loại hóa chất hay chất tăng trọng nào nên chất lượng nhung và thịt rất cao. Cỏ khô thu hoạch vào mùa hè làm thức ăn chính của hươu vào mùa đông. Mùa đông thức ăn của chúng chủ yếu là cỏ khô được thu hoạch vào mùa hè. Trong tuyết trắng rất nhiều năng lượng, khi chúng tan ra những năng lượng đó được các loại cỏ, thảo dược thẩm thấu nên chất lượng thức ăn vào mùa xuân có giá trị dinh dưỡng rất cao. Giai đoạn nhung hươu mới nhú chưa được khai thác hoặc khai thác theo đơn hàng nhỏ.
Nai sừng tấm Á-Âu đã được nhốt giữ như vật nuôi nhốt ở Khu bảo tồn thiên nhiên Pechora-Ilych vào tháng 12 năm 1952. Năm 1949 một chương trình nội địa nai sừng tấm Á-Âu có quy mô nhỏ đã được bắt đầu, liên quan đến các nỗ lực chọn lọc sinh sản của các loài động vật trên cơ sở đặc điểm hành vi của chúng. Từ năm 1963, chương trình đã tiếp tục tại trại nuôi Nai sừng tấm Kostroma, trong đó có một đàn 33 con nai sừng tấm thuần hóa như trong năm 2003. Nếu con nai có thể được nuôi, chúng có thể được cung cấp thức ăn chăn nuôi thực tế, sử dụng các sản phẩm khai thác gỗ: cành cây và vỏ cây. rất tốn kém để cung cấp nai sừng tấm Á-Âu nuôi nhốt với thức ăn phù hợp, như con nai này ăn uống cầu kỳ và sẽ không ăn nhánh cây dày hơn khoảng 10 mm (0,4 inch) hay đại loại như vậy.
Mặc dù ở giai đoạn này các trang trại không được dự kiến sẽ là một doanh nghiệp kinh doanh có lãi, thì nó cũng có một số thu nhập từ việc bán nai sừng tấm Á-Âu sữa và quảng bá cho các nhóm khách du lịch. Giá trị chính của nó, tuy nhiên, được nhìn thấy trong các cơ hội mà nó cung cấp cho các nghiên cứu trong sinh lý và hành vi của con nai sừng tấm, cũng như trong những hiểu biết nó cung cấp vào các nguyên tắc chung của động vật thuần hóa. Ở Thụy Điển, đã có một cuộc tranh luận vào cuối thế kỷ thứ 18 về giá trị quốc gia sử dụng con nai như một con vật nuôi nhà.
Những con nai sừng tấm Á-Âu con nhỏ sẽ không quên những con đường đến trại vào mùa đông, vì đây là nơi mà các bữa ăn hàng ngày của chúng luôn được phục vụ. Đây là cách chăn thả bán thuần có theo dõi của người dân của vùng đài nguyên, hoặc chăn cừu của thảo nguyên. Trong phần lớn năm, các con vật được phép dạo chơi tự do khắp khu rừng. Chúng thường không đi quá xa, tuy nhiên, bởi vì chúng biết các trang trại (hoặc trại mùa đông) là nơi để có được món ăn ưa thích của chúng và như một nơi an toàn để phục vụ cho việc sinh nở của chúng.
Một con bê con nai sừng tấm trang trại sinh được tách từ người mẹ của mình trong vòng 2-3 giờ sau khi sinh và được nâng lên bởi người dân. Đó là lần đầu tiên bú bình với một lượng sữa thay thế cho sữa mẹ, và sau đó cho ăn từ một cái xô. Kết quả là hiệu ứng imprinting làm con vật đang phát triển gắn liền với người dân, món yến mạch hấp sẽ vẫn là một trong các loại thực phẩm yêu thích cho phần còn lại của cuộc sống của nó. Trong khi đó, những con nai sừng tấm mẹ được vắt sữa bởi những cô gái vắt sữa của trang trại, do một cơ chế tương tự con nai con cái sẽ sớm nhận ra họ là "những đứa trẻ thay thế" của nó và yên tâm cho sữa.
Bình thường, nó có thể được cho chạy vào rừng; nó sẽ trở về với trang trại mỗi ngày để được vắt sữa trong phần còn lại của thời kỳ cho con bú mình (thông thường, cho đến tháng Chín hoặc tháng Mười). Vào mùa đông, các loài động vật dành nhiều thời gian ở các khu vườn này trong các khu rừng gần đó, nơi cây bị chặt để ăn các sản phẩm phụ của hoạt động khai thác. Các nguồn cung cấp dồi dào các loại thực phẩm rừng, cộng với khẩu phần ăn hàng ngày của yến mạch và nước muối giữ chúng xung quanh khu vực này thậm chí không cần phải có hàng rào.

### Việt Nam

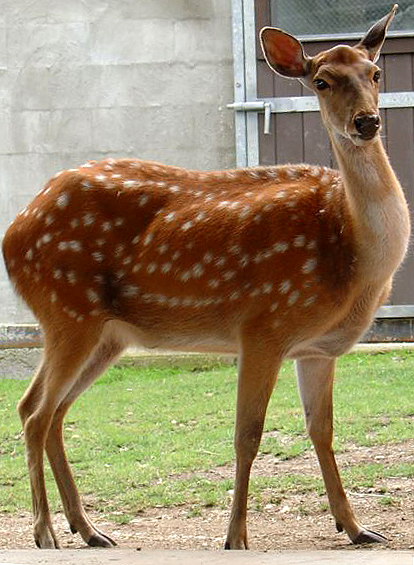
Một con hươu sao đang trong tình trạng nuôi nhốt

Hươu đã được thuần hóa ở nhiều nơi trên thế giới, ở Việt Nam hươu sao cũng đã được nuôi khoảng 1 thế kỷ nay, đầu tiên ở vùng Hương Sơn, Hà Tĩnh và Quỳnh Lưu, Nghệ An, hiện nay đã phát triển ra nhiều nơi Món quý nhất là huyết lộc hươu pha với rượu uống vào thì làm người ta trở nên khoẻ như vâm.
Hươu sao là một loài động vật quý hiếm và nhung hươu là vị thuốc bổ có giá trị cao. Hươu sao đã được nuôi dưỡng từ lâu đời ở Hà Tĩnh, nó đã trở thành nghề chăn nuôi truyền thống trong nông thôn, đã trở thành nghề chăn nuôi phát triển kinh tế gia đình. Đến nay, tổng số đàn hươu ở Hương Sơn đã đạt trên 1,2 ngàn con, số gia đình nuôi hươu đã tăng cao, có nhiều gia đình đã nuôi đến 10 - 30 con/hộ. Nghề nuôi hươu ở Quỳnh Lưu manh nha những năm 1928, 1930 tại vùng Quỳnh Tiến tại xã Tiến Thủy và đây là địa phương xuất hiện nghề nuôi hươu sớm nhất Việt Nam. Năm 1990, đàn hươu huyện Quỳnh Lưu lên tới 1,2 vạn con. Khi đó, lộc nhung đắt đỏ. Quỳnh Lưu là thủ phủ của hươu với 43 xã, thị trấn trong huyện có chuồng nuôi hươu. Xã Quỳnh Yên đứng đầu với số lượng hươu nuôi gần 2.000 con.
Tại xã Hiếu Liêm, huyện Vĩnh Cửu tỉnh Đồng Nai là nơi có rất nhiều người nuôi hươu, nai lấy nhung, nghề chăn nuôi hươu, nai khá sớm ở vùng đất Hiếu Liêm, chính quyền nơi đây còn dự định biến vùng đất hươu nai này thành một thương hiệu du lịch – dịch vụ tỉnh. Tại xã Quỳnh Yên vào năm 2010, toàn xã có gần 70% số hộ dân nuôi với tổng đàn 1.853 con hươu, nai, trong đó có trên dưới 400 con nai. Xã Quỳnh Yên trở thành một xã đứng đầu huyện về số hộ kinh doanh con giống và lộc nhung. Riêng năm 2010, tại xã Quỳnh Yên thu hoạch được 5 - 6 tấn lộc hươu Xã Mã Đà và xã Hiếu Liêm có hàng trăm hộ nuôi hươu, nai với tổng đàn trên 1.000 con. Tuy nhiên, hơn 100 hộ dân nuôi hươu, nai ở xã Hiếu Liêm có nguy cơ bị phạt tiền và tịch thu vật nuôi vì không chứng minh được nguồn gốc của chúng, ở xã Hiếu Liêm có nguồn gốc vật nuôi rõ ràng, nhưng chưa hợp pháp với tổng số 4 hươu sao và 422 nai. Đến nay, có 103 hộ nuôi 21 hươu sao và 408 nai không chứng minh được nguồn gốc vật nuôi.
Tại xã Đức Minh, huyện Đăk Mil, tỉnh Đắk Nông trong hơn 10 năm nay, nhiều hộ nông dân đã thành công trong việc chuyển đổi cơ cấu cây trồng vật nuôi với mô hình nuôi nai đạt hiệu quả cao. Tại xã Hòa Kiến, năm 2011, có 10 hộ nuôi nai với 17 con thì đầu năm 2012, số hộ nuôi tăng lên gấp đôi với 37 con, tập trung tại các thôn Sơn Thọ, Xuân Hòa, Quan Quang, Tường Quang và Minh Đức. Cư Êbur là xã vùng ven của thành phố Buôn Ma Thuột, Phần lớn số hộ dân trong xã làm nghề nông, thu nhập chính của người dân là chăn nuôi nai với chăn nuôi 2.460 con nai lấy nhung và sinh sản nai giống, trong đó 50% là nai đực cho lấy nhung và 50% là nai cái sinh sản, đàn nai đực cho thu hơn 3 tấn nhung.

## Chế độ ăn
Thức ăn của hươu, nai không quá kén chọn, gồm tất cả các loại lá cây và cỏ, trung bình mỗi con ăn khoảng 10kg/ngày trong đó, trung bình mỗi ngày, một con hươu trưởng thành ăn khoảng 5 ký cỏ, lá/ngày hoặc 10 kg thức ăn nói chung, và nai thì ăn khoảng 10 ký/ngày. Vào thời kỳ động đực và lấy nhung, khẩu phần thức ăn của một con mỗi ngày khoảng 30 kg cỏ lá và chúng ăn 2 bữa ăn, bữa sáng sớm và bữa chiều tối. Không nên cho ăn thuần loại, vì ăn thế hươu nhanh chóng chán và không đủ chất dinh dưỡng.

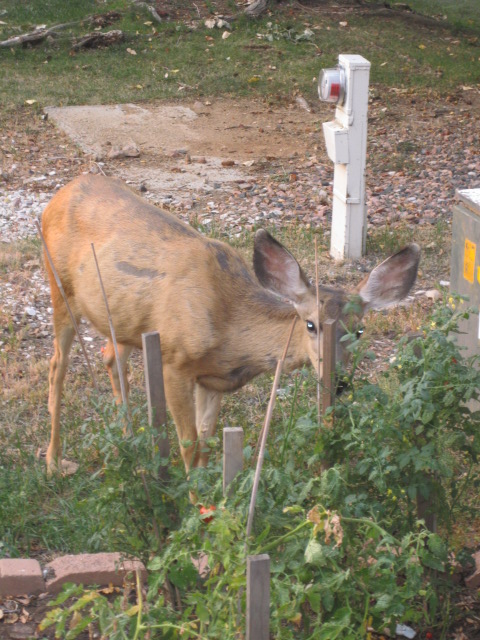
Mỗi ngày một con hươu ăn hết 10kg thức ăn

Thức ăn phải được rửa sạch sẽ, và không nên cho hươu ăn lá cây bị ướt, vì dễ gây đau bụng. Hươu sống sạch sẽ, thường ăn các loại lá sung, mít, khoai lang, dây lạc, ngô, cỏ voi, cỏ ghinê, cỏ sữa và nhiều loại củ quả như khoai lang, chuối... hươu, nai có thể ăn được cả trái điều là loại trái chứa nhiều hàm lượng chất dinh dưỡng rất cần thiết cho chúng vào mùa cắt nhung. Vào mùa cắt nhung, cần cho hươu, nai ăn thêm tinh bột và những lá cây có nhiều nhựa như sung, mít, đu đủ... Ngoài ra, hàng tháng phải cho mỗi con hươu sao ăn chừng 0,5 đến 1 ký lá soan để xổ giun
Riêng hươu sao, nguồn thức ăn rất dồi dào, hơn nữa đây là loại động vật đã được thuần dưỡng từ lâu nên nhiều loài thức ăn hươu có thể ăn được, nó có thể ăn tới 50 loại thức ăn khác nhau, gồm: cỏ, lá cây, quả cây, rau và các loại chất bột. Chủ yếu là các loại lá mít, lá vả, lá sung, lá cây muối, lá dướng, lá hu đay (lá giấy), lá ngái, lá ngõa, lá vông, lá giới, lá khế, lá xoan, dây khoai lang, dây lạc, v.v. và nhiều loại củ quả: củ khoai, quả chuối....Nông dân biết chăn nuôi theo hướng thâm canh nên đã trồng cỏ để cho hươu như: cỏ voi, cỏ ghinê, cỏ sữa và còn có thể phơi khô để dành cho ăn dần. Nếu cho ăn cỏ tươi, lá cây và thêm một vài dạng thức ăn tinh bột để bồi bổ một cách đều đặn, đúng liều lượng thì hươu sao phát triển trọng lượng rất tốt.
Hươu sao thích ăn cỏ tươi (không ăn cỏ đã khô) và các loại lá cây (ngoại trừ lá cây bò cạp vàng là không ăn). Do vậy, muốn cho hươu sao ăn cỏ tươi phải bỏ vào chuồng vào lúc chiều hoặc chạng vạng tối (để tránh cỏ mau bị khô dưới sức nóng mặt trời). Người ta cũng thường bồi dưỡng cho hươu bằng các loại chất bột như cơm, cháo (nếp hoặc tẻ), ngô hạt luộc hoặc bắp ngô sống non, khoai lang (sống hoặc luộc), sắn củ tươi, các loại rau như rau muống, bắp cải, su hào, bí đỏ, cà rốt... Ngoài ra khi con vật gầy yếu, ốm, con đực ở thời kỳ sắp mọc nhung hay sau khi cắt nhung, sau khi giao phối với con cái, con cái ở thời kỳ nuôi con hay sắp tới thời kỳ động dục, người ta còn bồi dưỡng cho chúng bằng trứng (luộc hoặc nấu cháo).
Nai là con vật dễ tính, có sức đề kháng bệnh dịch, thức ăn cho nai ngoài cỏ voi, còn có thể sử dụng những sản phẩm phụ của nghề nông như cùi bắp hay vỏ bắp, lá cây xanh, rơm. nuôi nai cũng không khó, thức ăn cho nai rất đa dạng, ngoài các loại cỏ, lá cây còn có thể tận dụng các phế phụ phẩm trong gia đình, nai là loài vật ít bị bệnh nên tỷ lệ sống cao, có thể cắt cỏ, lá cây, thu lượm bơ rụng và nhiều phụ phẩm khác trong gia đình để cho nai ăn. Nhưng đến giai đoạn sắp lấy nhung thì phải bổ sung thêm 1 lượng thức ăn giàu dinh dưỡng như bột ngô, bột đậu tương và các loại vitamin hỗn hợp Chỉ thời gian nai sinh sản, hoặc cho cắt nhung mới phải bồi dưỡng cho nai những thức ăn có nhiều chất dinh dưỡng như: bột hạt bắp, bột đậu nành, bột đậu xanh, quả mít non.

## Chuồng trại
Mặc dù hươu sao đã được nuôi dưỡng qua nhiều thế hệ, nhưng tính nhát người vẫn còn rất mạnh, nên không thể thả lỏng như dê, bò mà phải có chuồng nhốt. Chuồng trại để nuôi hươu, nai tương đối đơn giản, mỗi con chỉ cần diện tích vài mét vuông, xung quanh được quây bằng lưới và lợp tôn che nắng mưa. Chuồng nhốt hẹp có lợi là ít tốn diện tích, rẻ tiền nhưng con vật nuôi bị nhốt gò bó sẽ gây suy thoái những phẩm chất vốn có khi còn sống hoang dã. Muốn nuôi tốt hơn thì chuồng cần làm rộng, một phần là nhà che mưa, phần để trống có cây che bóng mát có cỏ và cây bụi làm thức ăn. 

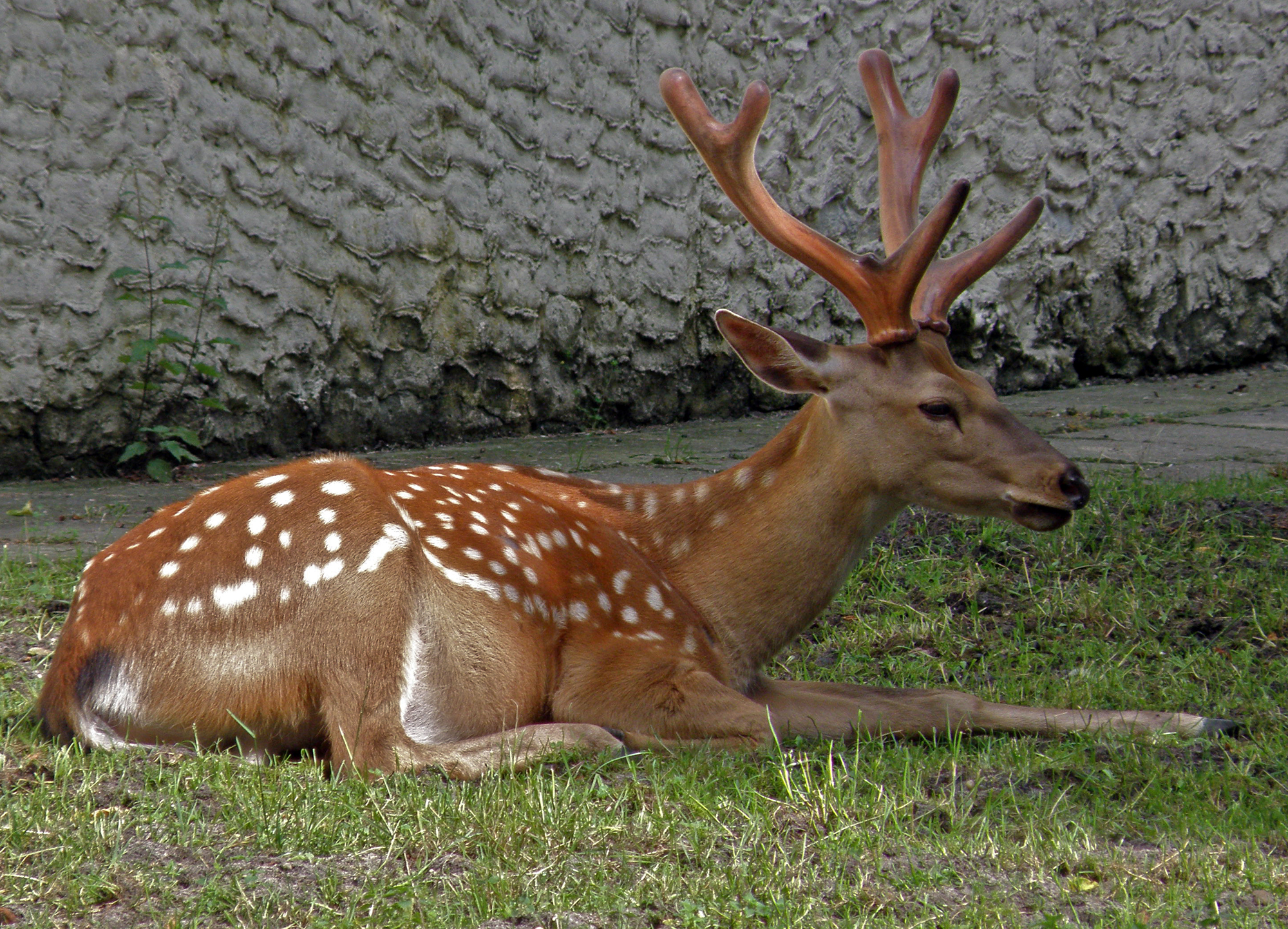
Hươu thường thích nằm nghỉ ngơi sau khi ăn xong

Vào mùa động đực các con hươu sao đực hay tấn công lẫn nhau, dễ làm gãy nhung trên đầu hoặc mang thương tích. Trong chuồng, nơi tập trung để thức ăn phải được tráng xi măng cho khô ráo, sạch sẽ, nếu không có tàng cây cao che bóng mát thì phải lợp thêm mái tôn bên trên để chống nắng, mưa. Thường thì hươu sao thích nằm nghỉ ngơi trên mặt đất, dưới các tàng cây có bóng mát sau khi ăn. Chọn nơi không ồn ào, hợp vệ sinh, không bị ô nhiễm bởi nguồn nước thoát sinh hoạt gia đình hay nguồn nước thải chưa qua xử lý của các khu công nghiệp, khu chế suất, diện tích chuồng phải tương đối rộng và trong chuồng nuôi phải có thêm một số cây có tàng lá xum xuê để che chắn sức nóng của ánh mặt trời, phải gần những nơi có cỏ tươi với số lượng nhiều để cắt cho hươu sao ăn.
Chuồng làm có hình vuông hoặc hình chữ nhật, làm trên nền đắp cao. Người ta thường tích phân lại trong chuồng khoảng 6 tháng mới lấy ra một lần. Vì vậy đáy chuồng được đào sâu xuống khoảng 30–40 cm và thường xuyên đổ tro, trấu làm cho phân và nền chuồng luôn được khô. Mỗi con hươu đực phải nhốt riêng ở một ngăn, hươu cái và hươu con nhốt chung. Vì vậy, mỗi chuồng tối thiểu phải có một ngăn, nhiều là 5 ngăn, phải có một ngăn dự trữ dùng để nhốt hươu khi các ngăn khác cầu làm vệ sinh, cần sửa chữa hoặc khu nuôi nhiều hươu cái mà có một con động dục cần phải nhốt riêng con đó với hươu nòi để phối giống. Mỗi ngăn thường làm 3 cửa: Một cửa mở ra phía ngoài để người ra vào khi cần, một cửa chung với ngăn bên để có thể lùa hươu từ ngăn này qua ngăn khác và cửa thứ 3 là cửa nhỏ hươu chỉ chui đầu lọt, thò cổ ra ngoài để ăn.

## Động dục
Hươu sao (cả đực và cái) hai tuổi thì trưởng thành sinh dục (động dục và giao phối). Chúng động dục vào mùa thu và đẻ vào mùa xuân, thời gian chửa khoảng 6 tháng rưỡi đến 7 tháng, cả con đực và con cái đều động dục có mùa, khi con đực đã chín muồi thì không được nhốt chung với con cái, vì lúc con đực đòi nhảy mà con cái trốn chạy, nó có thể phát khùng và húc chết con cái. Khi con cái động dục có biểu hiện là việc kêu rống, đi lại nhiều trong chỗ nuôi nhốt, hay nhìn về phía con đực, lúc ấy cần cho đực và cái gặp nhau, sau khi cho giao phối mà con cái chưa chửa thì khoảng 20 ngày sau lại động dục, nếu sau thời gian ấy không thấy con cái có biểu hiện động dục là giao phối đã thành công và cần nhốt riêng.
Những con đực chưa đến mùa sinh dục có thể nhốt chung, nhưng trong mùa sinh dục phải nhốt riêng. Một con đực có thể cho giao phối với 10 con cái, nhưng sắp tới mùa sinh dục và sau khi cho giao phối cần bồi dưỡng, con đực nòi nào mà cho giao phối với nhiều con cái thì không nên cho cắt nhung. Đối với nai thì chỉ 14 tháng tuổi nai đực đã cho nhung và nai cái bắt đầu sinh sản; sau đó cứ chu kỳ 1 năm nai đực cho cắt nhung 2 lần, còn nai cái sinh sản một con giống. Hươu sao sinh sản 1 lứa/năm. Mùa giao phối từ tháng 5 đến tháng 9. Hơn 7 tháng sau hươu sinh sản, số lượng thường là một con, hiếm khi sinh đôi

## Chọn giống
Trong chọn giống để chăn nuôi, người ta thường chọn những cá thể có các ưu điểm thể hiện rõ phẩm chất giống, hươu đực có cơ thể phát triển cân đối chắc chắn, khoẻ mạnh, béo vừa phải. Bình thường lông cómàu vàng sẩm, trên thân có những đốm trắng giống sao nỗi rõ, dưới cằm, cổ, đùi có màutrắng nhạt mùa thay lông bộ lông có màu sẫm tối, đốm trắng mờ hẳn tính tình nhanh nhẹn ít hung dữ. nhược điểm sau thì không nên chọn có đặc điểm giống không rõ ràng, cơ thể chậm phát triển, tính cân đối thấp, quá yếu, gầy hoặc quá béo. Lông da không đặc trưng cho phẩm chất giống.
Đầu to vừa phải có dạng hình chữ V, khoảng cách giữa hai gốc sừng rộng, mắt tinh, mõm dài vừa, đôi tai luôn nghe nhóng nhanh nhạy, đầu cổ kết hợp tốt, cổ dài vừa phải và thon nhỏ, không nên chọn những con đầu quá to, hoặc quá nhỏ, đôi mắt kém tinh nhanh, đôi tai ít cử động trán hẹp, khoảng cách sừng ngắn, đầu cổ kết hợp không tốt. Ngực đầy đặn, vòng ngực lớn, vai ngực kết hợp tốt. Những con có nhược điểm là Vai quá hẹp ngực nông vai quá nhỏ ngực và cổ kết không chắc chắn. Sống lưng thẳng, lưng thon mình ngựa, lưng, sườn, bụng kết hợp tốt, nên loại những con có đặc điểm Bụng xệ, lưng quá cong, thân quá dài hoặc quá ngắn, lưng sườn bụng, kết hợp với nhau lõng lẽo.

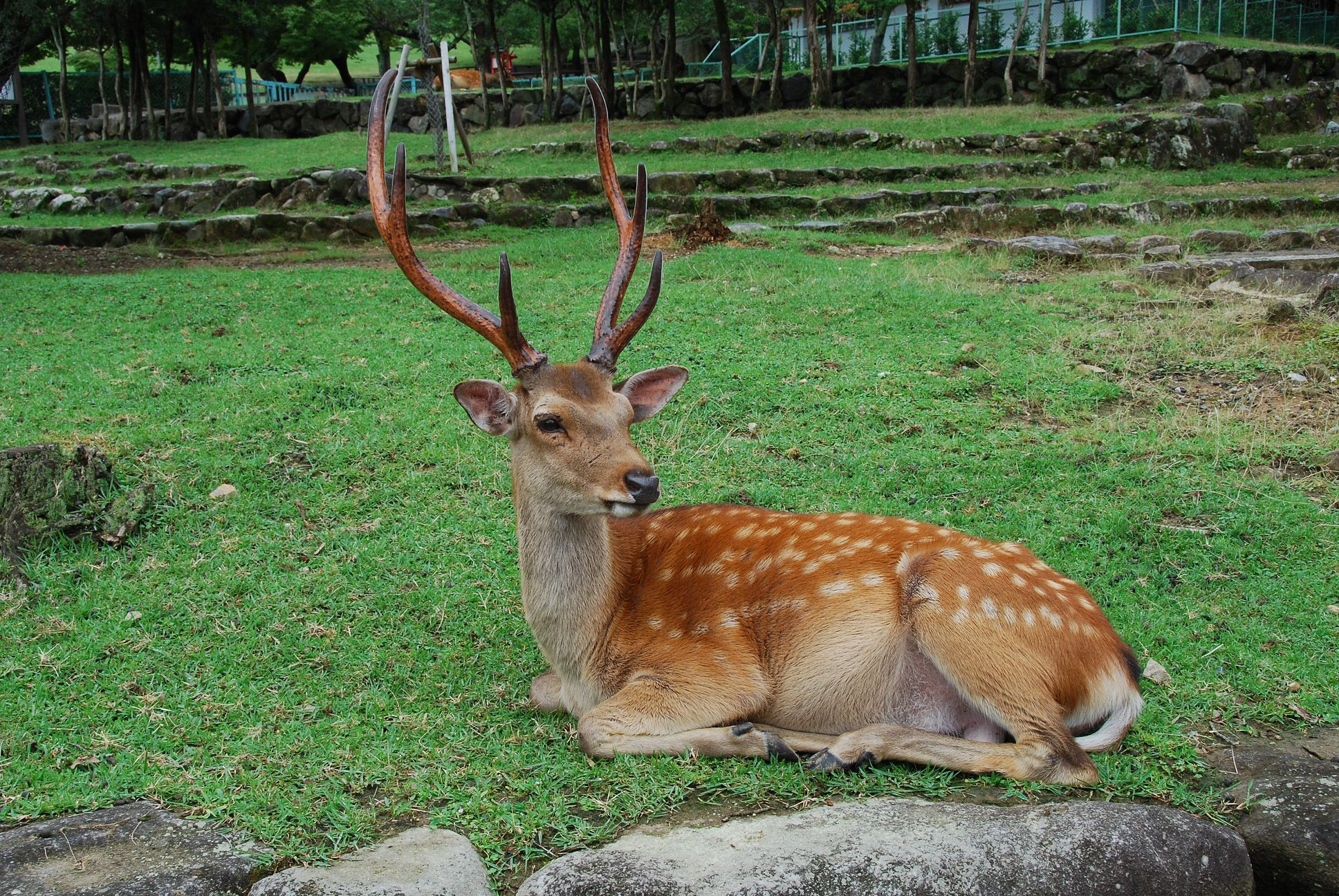
Một con đực giống

Mông cân đối nở nang, đùi đầy đặn có cơ thịt nỗi rõ chắc, mông và đùi linh hoạt, kết hợp chắc chắn, loại những con Mông lép, đít tóp teo, đùi nhỏ cơ thịt nhảo, đi lại không bình thường. Bốn chân thon nhỏ dài vừa chắc chắn, vận động tự nhiên, nhanh nhẹn, hai chân trước không qua thấp so với hai chân sau, hai chân sau chùng xuông so với hai chân trước, phía sau hơi thấp hơn so với phía trước, không nên chọn những con có Bốn chân không chắc chắn vận động không bình thường, chân quá nhỏ hay quá to, mong chân không bình thường hay bị bệnh.Bộ phận sinh dục hoàn thiện, cân đối, hai hon cà to cân đối, dương vật bình thường. Tính hăng vào thời kỳ sinh sản tốt, mùa sinh sản thường ướt ở dương vật, không chọn những con có bộ phận sinh dục không hoàn thiện, hai hòn cà không cân đối, tính hăng kém, khả năng nhảy phối kém.
Đối với hươu cái, người ta thường chọn nuôi những con nhìn tổng quan đẹp, khoẻ,cân đối hài hoà giữa các bộ phần cơ thể, thể hiện rõ đặc trưng của giống cái, đuôi luôn phe phẩy, mắt sáng nhanh nhẹn, thể chất lông da thể hiện rõ phẩm chất giống, hươu cái có cơ thể phát triển cân đối, khoẻ mạnh, béo vừa phải. Bình thường lông có màu vàng sẩm, trên thân cónhững đốm trắng giống sao nỗi rõ, dưới cằm, cổ, đùi có màu trắng nhạt. Tính tình nhanh nhẹn ít hung dữ, loại bỏ không chọn những con đặc điểm giống không rõ ràng, cơ thểchậm phát triển, tính cân đối thấp, quá yếu, gầy hoặc quá béo. Lông da không đặc trưng cho phẩm chất giống. Tính tình quá hung dữ hoặc quá chậm chạm.
Đầu to vừa phải có dạng hình chữ V, khoảng cách giữa hai gốc sừngrộng, mắt tinh, mõm dài vừa, đôi tai luôn nghe nhóng nhanh nhạy, đầu cổ kết hợp tốt, cổ dài vừa phải và thon nhỏ, không nên chọn những con đầu quá to, hoặc quá nhỏ, đôi mắt kém tinh nhanh, đôi tai ít cử động trán hẹp, khoảng cách sừng ngắn, đầu cổ kết hợp không tốt. Chọn những con có ngực đầy đặn, vòng ngực lớn, vai ngực kết hợp tốt, loại những con Vai quá hẹp ngực nông vai quá nhỏ ngực và cổ kết không chắc chắn.Sống lưng thẳng, lưng thon mình ngựa, lưng, sườn, bụng kết hợp tốt. Không chọn những con bụng xệ, lưng quá cong, thân quá dài hoặc quá ngắn,lưng sườn bụng, kết hợp với nhau lõng lẽo.Mông và đùi sau: Chọn những con nông cân đối nở nang, đùi đầy đặn có cơ thịt nỗi rõchắc, mông và đùi linh hoạt, kết hợp chắc chắn, không nên chọn những con nông lép, đít tóp teo, đùi nhỏ cơ thịt nhảo, đi lại không bình thường.
Bốn chân là rất quan trọng đối với hươu chọn làm giống vì thể nên chọn những con có Bốn chân thon nhỏ dài vừa chắc chắn, vận động tự nhiên, nhanh nhẹn, haichân trước không qua thấp so với hai chân sau, hai chân sau chùng xuông so với hai chântrước, phía sau hơi thấp hơn so với phía trước. Không nên chọn những con có 4 chân không chắc chắn vận động không bình thường, chân quá nhỏ hay quá to, móng chân không bình thường hay bị bệnh.Hươu cái thường làm nhiệm vụ sinh sản nên khâu chọn bộ phận nàyrất quan trọng nên chú ý chọn những con có Bộ phận sinh dục hoàn thiện, Biểu hện động dục rõ ràng, bốn vú đều nhau, dễ phối giống, cho sữa tốt, nuôi con giỏi,không nên chọn những con có đặc điểm Bộ phận sinh dục khuyết tật, khó phối giống,biểu hiện động dục không rõ ràng, khó đẻ, không biết nuôi con. Con cái dễ phối giống, mắn đẻ, nuôi con giỏi, tạp ăn, sữa tốt.

## Lấy lộc
Sau 2 năm nuôi, hươu và nai đực bắt đầu ra sừng, còn gọi là nhung, một con hươu đầu đàn to lớn, nặng trên năm chục cân, mỗi mùa cắt được 1,2 kg lộc, Nai nuôi 2 năm tuổi thì có thể lấy nhung nếu chăm sóc tốt thì 1 năm cắt nhung 2 lần. Nai cái mỗi năm đẻ 1 lứa. Nhung hươu, nai có giá trị cao, ngoài công dụng bồi bổ cơ thể, nhung hươu, nai còn chữa được nhiều loại bệnh, người ta thường ca ngợi nó trong 4 thứ thuốc quý: sâm, nhung, quế, phụ.

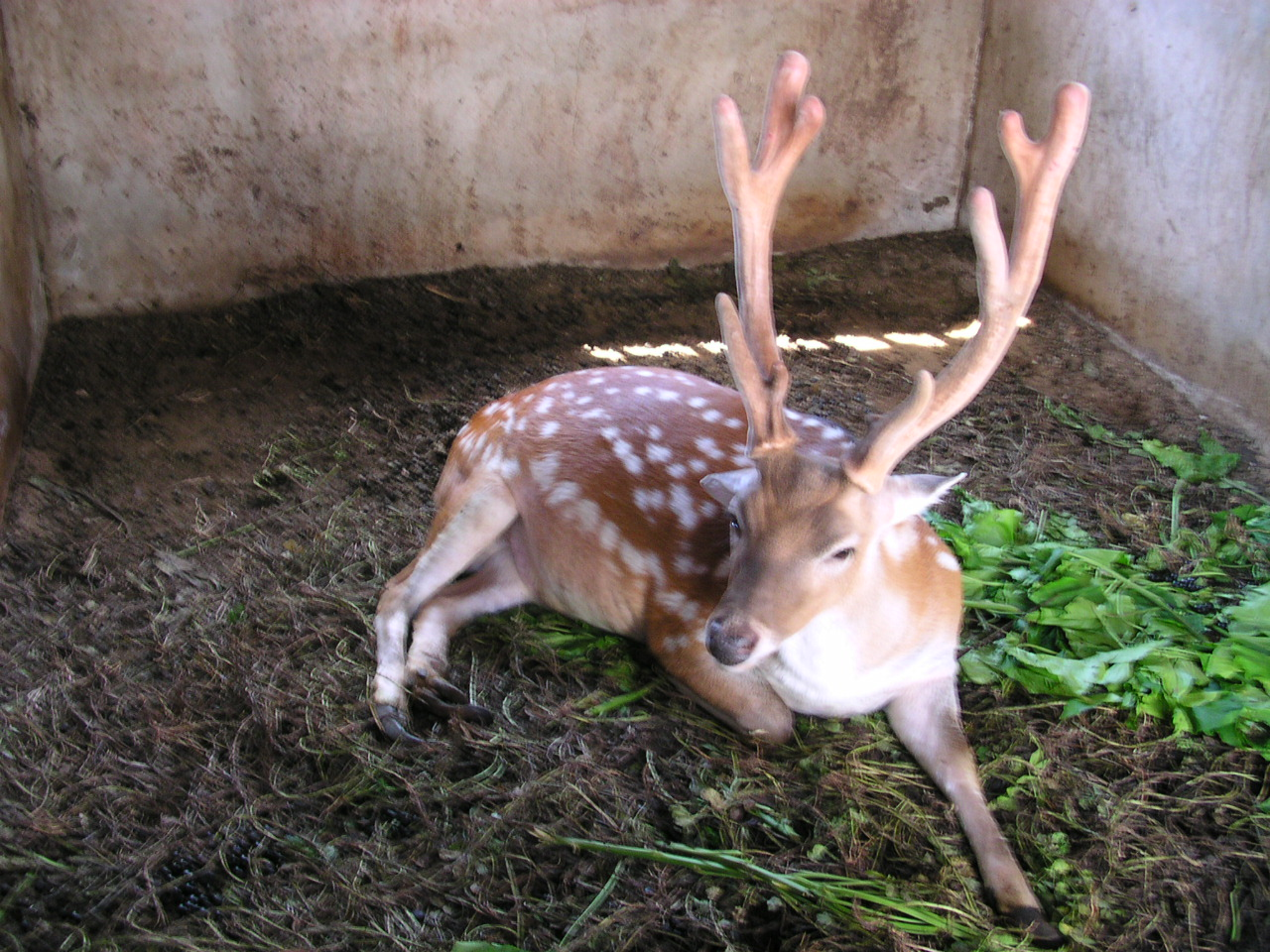
Một con hươu nuôi lấy lộc

Người nuôi có thể cắt nhung và thời gian cắt kéo dài đến tháng hai, tháng ba âm lịch. Mỗi cặp nhung hươu nặng khoảng từ 400 đến 600 gram, nai khoảng 1 đến 1,6 kg, nếu được ăn đầy đủ chất dinh dưỡng, biết thúc vào thời điểm gần cắt, có cặp nhung nặng đến 2 kg. Bình quân mỗi năm có thể cắt nhung từ một đến hai lần ở mỗi con. Trong một năm, nai đực cho cắt nhung 2 đợt vào mùa xuân và mùa thu, với trọng lượng nhung từ 2–4 kg/con, thậm chí, có nai đực giống tốt, trong một năm có thể cho thu tới 8 kg nhung. Nhiều con hươu sau khi cắt vài tháng lại mọc thêm nhung, gọi là nhung tái sinh, mỗi cặp chỉ hai ba lạng, giá rẻ hơn nhung cắt ban đầu.
Khi cắt nhung phải dùng dụng cụ sắc như cưa và được khử trùng cẩn thận, cắt xong phải tiến hành cầm máu nhanh bằng các loại thuốc lá để tránh mất sức cho hươu, nai. Sau đó cho hươu, nai ăn nhiều hơn ngày thường và bổ sung thêm thức ăn tinh bột để giúp chúng nhanh hồi sức. Nếu chăm sóc tốt, hươu, nai có thể cho nhung đến hơn 20 năm. Như thời điểm cắt nhung, phải kiểm tra kỹ chuồng trại, kiểm tra cát lót dưới đất độ dày tới đâu, dụng cụ cắt nhung, rơm lót đầu nai...để khi giật nai xuống cắt nhung tránh tình trạng nai bị thương dẫn đến chết.
Đối với nai đen, Nai đực lấy nhung, chăm sóc nuôi dưỡng nai thời kỳ mọc nhung là quan trọng nhất trong chăn nuôi nai vì nhung nai sản sản phẩm thiết yếu nhất của nai, nai ra nhung (sừng non) thường nhú ra từ tháng 6 đến 9, muốn có cặp nhung tốt thì phải bồi dưỡng cho nai nhất là 1-2 tháng trước khi ra nhung, ngoài khẩu phần ăn bình thường hàng ngày cần bổ sung thêm thêm 0,5 đến 0,7 kg thức ăn hỗn hợp tinh, 1 đến 2 kg trái cây, tảng liếm khoáng treo ở đầu chuồng cho nai liêm tự do và 5 đến 7 ngày và cho ăn bổ sung từ 1 đến 2 quả trứng. Khi nhung nai mới nhú tránh rượt đuổi nai làm nai trượt ngã gãy nhung. Cắt nhung xong phải cầm máu, sát trung và băng kín chỗ cắt tránh ruỗi nhặng đậu vào gây nhiễm trùng, đồng thời nấu cháo gạo bối dưỡng cho nai chóng hồi phục. Thường lấy nhung nai 1 lần 1 cặp/năm cũng có khi 2 lần 2 cặp/năm. Nếu chăm sóc nuôi dưỡng đúng quy trình kỹ thuật cắt nhung sau 50-60 ngày kể từ khi mọc nhung thì mỗi năm 1 nai đực có thể cho 1 cặp nhung 0,9-1,0 kg/năm, cá biệt có con cho 1,5-1,6 kg/năm. Nếu khai thác non thì mỗi năm cho 2 cặp nhung 0.4-0.5 kg, cá biệt có con cho 2 cặp nhung, mỗi cặp 0.7-0.8 kg. Trong điều kiện nuôi nhốt một dời nai có thể kéo dài 15 năm và cho 15-17 cặp nhung.
Trong thời gian nai mang thai nên nhốt riêng mỗi con một ô chuồng để tiện quản lý và chăm sóc. Giai đoạn mang thai thời kỳ đầu từ tháng thứ nhất đến tháng thứ 5 cho nai ăn thức ăn bình thường. Giai đoạn mang thai thời kỳ 2 từ tháng thứ 6 đến lúc đẻ bổ sung thêm 0,5-0,7 kg thức ăn hỗn hợp tinh, cho ăn 2–3 kg trái cây, tảng liếm khoáng treo ở đầu chuồng cho nai liếm tự do. Thức ăn xanh cần cho ăn đa dạng hơn và cháo, cám, đu đủ, ngô. Khi nai con được 3 tháng tuổi đã biết tập ăn cỏ lá thì khẩu phần thức ăn của mẹ trở lại bình thường. Trong trường hợp nai cái lâu ngày không chửa đẻ ta phải tiêm hormol kích thích sinh dục. Nếu nai đẻ lứa đầu không biết cho con bú ta phải giữ bắt con mẹ cho con bú. Nai con mới đẻ ra cho bú sữa đầu càng sớm càng tốt, chậm nhất 3-4 giờ sau khi đẻ. Nếu nai mẹ thiếu sữa thức ăn tập ăn kém chất lượng làm cho nai rối loạn tiêu hóa dẫn đến tiêu chảy, hàng ngày cho nai vận động và tiếp xúc với con người tạo điều kiện cho nó thân thiết với con người.

## Bệnh tật

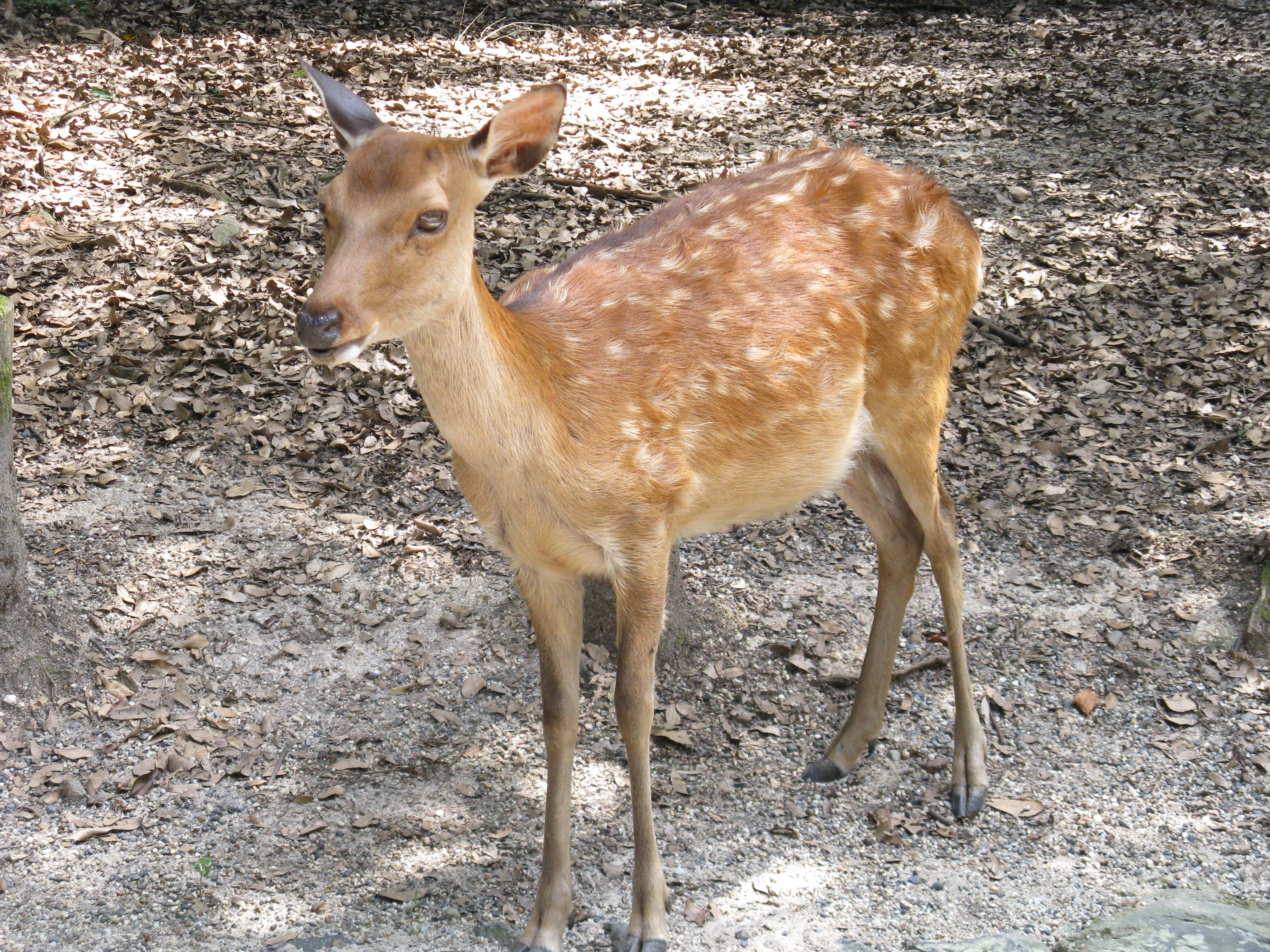
Hươu nai ăn uống sạch sẽ nên ít khi mắc bệnh

Hươu nai sống rất sạch, không ăn các loại thức ăn bẩn, ôi thiu nên chúng ít bị bệnh, thỉnh thoảng mới bị các loại bệnh thông thường như: sình bụng, ỉa chảy, ký sinh trùng và chỉ cần điều trị như các loại gia súc khác, hươu sao có sức đề kháng bệnh tương đối cao, ít khi bị bệnh lặt vặt. Nếu nuôi hươu sao, cần lưu ý nguồn nước hợp vệ sinh như nước thủy cục hoặc nước giếng đóng có độ ph từ 6,5 đến 8,5 cũng đều sử dụng được. Tuy nhiên, ở Nghệ An đã xuất hiện một loại dịch lạ làm cho đàn hươu, nai của huyện chỉ bỏ ăn mấy ngày, sốt, chướng bụng rồi lăn ra chết hàng loạt. Cuối năm 2010, đầu 2011, hươu Quỳnh Lưu đứng trước nguy cơ toàn huyện có 483 con hươu bị chết. Nhiều con đang khoẻ mạnh, ăn uống bình thường, bỗng lăn ra chết. Ngoài ra, do thiếu kiến thức và kinh nghiệm trong nuôi nai nên nhiều hộ nuôi ở xã Hòa Kiến đã để nai bị chết trong lúc cắt nhung hay sinh đẻ. Hươu sao là loài vật ít bị nhiễm bệnh nếu khu vực chuồng trại thường xuyên được vệ sinh, cách ly với môi trường bên ngoài.
Đối với loài nai đen, Nai dễ bị mắc bệnh cảm nóng và say nắng vào mùa hè từ tháng 4 đến tháng 8 ở Việt Nam do ở ngoài nắng gắt quá lâu, thiếu nước uống. Nai đột nhiên trông lờ đờ chậm chạp, thường hay nằm, không nhai lại, mạch nhanh, thở gấp, mắt đỏ ngầu, có khi mồ hôi toát ra đầm đìa. Không can thịêp kịp thời nai có thể bị chết. Vào mùa hè không cho nai ở ngoài trời nắng gắt quá lâu. Trong sân vườn nên có nhiều cây bóng mát, đặt nhiều chậu đựng nước có pha muối cho nai uống. Bệnh chướng bụng đầy hơi do nai ăn phải thức ăn kém phẩm chất, như lá cỏ bị thối, mốc, hoặc lá cỏ tươi còn ướt nước hoặc đẫm sương, chúng cũng bị bệnh do nai ăn nhanh quá hay no quá, nhất là ăn no xong lại vận động ngay. Cũng có thể do thay đổi thức ăn đột ngột, từ thức ăn tươi chuyển sang thức ăn khô, hoặc cho ăn no đói thất thường. Do do thức ăn trong dạ cỏ lên men nhanh, sinh ra nhiều hơi, làm bụng phình chướng lên về phía bên trái (phồng cao hơn cả mõm xương hông).
Nếu lấy ngón tay gõ vào vùng bụng này sẽ nghe như tiếng trống. Trực tràng đầy phân, dạ cỏ mất phản xạ co bóp, ngày càng chướng to ép lên cơ hoành, gây rối loạn tuần hoàn. Con vật thở rất khó khăn 2 lỗ mũi nở to, mạch nhanh, cổ cứng đờ. Bệnh nặng hơn nữa thì nai sùi bọt mép, ra mồ hôi đầm đìa, mạch yếu dần, rồi chết vì ngạt thở. Do đó trong chăn nuôi không cho nai ăn những thức ăn kém phẩm chất, không cho ăn quá no và sau khi ăn cần tránh cho vận động quá mức. Không cho ăn lá, cỏ ướt nhiều thành phần và khối lượng thức ăn cần thay đổi dần dần tránh đột ngột. Đối với bệnh ỉa chảy thì triệu chứng có thể thấy là nai đi phân lỏng do thức ăn kém phẩm chất hoặc do ăn nhiều thức ăn ướt có nhiều nước như củ khoai lang, dây lạc, thức ăn ủ xanh hay đường tiêu hoá bị viêm hoặc giun sán quá nhiều. Thời tiết thay đổi đột ngột, ăn ở bẩn và chật cũng là một trong những nguyên nhân gây ra bệnh này. Nai kém ăn, hơi sốt, mũi khô, lông xơ xác.
Thời gian đầu thường táo bón, sau ỉa lỏng nhiều lần, làm dính bẩn từ khấu đuôi đến khoeo chân. Phân có màu xanh vàng, sau xanh đen xám, mùi thối khắm, nhiều khi có lẫn những màng nhầy. Nai bị bệnh gầy đi rất nhanh do mất nhiều nước, kiệt sức dần rồi chết. Ban đầu để nai nhịn ăn hẳn trong 1-2 ngày và cho uống nhiều nước sắc đặc những thứ lá chát như búp ổi, lá sim, hồng xiêm để tống hết những thức ăn còn trong dạ dày và cho ăn cháo gạo hay cháo cám có bỏ muối mấy ngày sau khi khỏi đồng thời.